# Bay Parkway (stacja metra na Culver Line)
Bay Parkway – stacja metra nowojorskiego, na linii F. Znajduje się w dzielnicy Brooklyn, w Nowym Jorku i zlokalizowana jest pomiędzy stacjami Avenue I oraz Avenue N. Została otwarta 16 marca 1919.